# Plusiophaes scotosa
Plusiophaes scotosa là một loài bướm đêm trong họ Noctuidae.